# Eleição municipal de Ji-Paraná em 2016
A eleição municipal de Ji-Paraná em 2016 foi realizada para eleger um prefeito, um vice-prefeito e 17 vereadores no município de Ji-Paraná, no estado brasileiro de Rondônia. Foram eleitos para os cargos de prefeito(a) e vice-prefeito(a), respectivamente.
Seguindo a Constituição, os candidatos são eleitos para um mandato de quatro anos a se iniciar em 1º de janeiro de 2017. A decisão para os cargos da administração municipal, segundo o Tribunal Superior Eleitoral, contou com 78 376 eleitores aptos e 10 283 abstenções, de forma que 13.12% do eleitorado não compareceu às urnas naquele turno.

## Resultados

### Eleição municipal de Ji-Paraná em 2016 para Prefeito
A eleição para prefeito contou com 3 candidatos em 2016: Jose Carlos Correa do PRB, João Durval Ramalho Trigueiro Mendes do PR, Jesualdo Pires Ferreira Junior do PSB que obtiveram, respectivamente, 2 587, 18 998, 40 613 votos. O Tribunal Superior Eleitoral também contabilizou 13.12% de abstenções nesse turno. 
| Candidato(a)         | Vice          | Coligação               | Votos recebidos | Percentual |
| -------------------- | ------------- | ----------------------- | --------------- | ---------- |
| Jesualdo Pires (PSB) | Marcito Pinto | O Trabalho Continua     | 40.613          | 65,30%     |
| Dr. João Durval (PR) | Jucelia Melo  | Mudar para Crescer      | 18.998          | 30.54%     |
| Cacau (PRB)          | Adão Elias    | Governo da Oportunidade | 2.587           | 4.16%      |

### Eleição municipal de Ji-Paraná em 2016 para Vereador
Na decisão para o cargo de vereador na eleição municipal de 2016, foram eleitos 17 vereadores com um total de 64 499 votos válidos. O Tribunal Superior Eleitoral contabilizou 1 920 votos em branco e 1 674 votos nulos. De um total de 78 376 eleitores aptos, 10 283 (13.12%) não compareceram às urnas .
| Nome                             | Partido político                               | Coligação                 | Votos recebidos | Percentual |
| -------------------------------- | ---------------------------------------------- | ------------------------- | --------------- | ---------- |
| Silvia Cristina Amâncio Chagas   | Partido Democrático Trabalhista (PDT)          | Ji-Paraná no Rumo Certo   | 1.975           | 3,06%      |
| Obadias Ferreira da Silva        | Democratas (DEM)                               | Parlamento Ativo          | 1.683           | 2,61%      |
| Joziel Carlos de Brito           | Movimento Democrático Brasileiro (MDB)         | Compromisso com Ji-Paraná | 1.574           | 2,44%      |
| Claudia Regina de Abreu          | Partido dos Trabalhadores (PT)                 | Ji-Paraná no Rumo Certo   | 1.427           | 2,21%      |
| Edilson Alves Vieira             | Movimento Democrático Brasileiro (MDB)         | Compromisso com Ji-Paraná | 1.346           | 2,09%      |
| Jhony Pedro da Paixão            | Partido Republicano Brasileiro (PRB)           | Governo da Oportunidade   | 1.278           | 1,98%      |
| Joaquim Teixeira dos Santos      | Movimento Democrático Brasileiro (MDB)         | Compromisso com Ji-Paraná | 1.258           | 1,95%      |
| Ademilson Procopio Anastacio     | Partido Trabalhista Brasileiro (PTB)           | União e Trabalho          | 1.238           | 1,92%      |
| Edivaldo Souza Gomes             | Partido Socialista Brasileiro (PSB)            | União e Trabalho          | 1.226           | 1,9%       |
| Affonso Antonio Candido          | Democratas (DEM)                               | Parlamento Ativo          | 1.223           | 1,9%       |
| Maria Aparecida Fernandes        | Partido Verde (PV)                             | Renova Ji-Paraná          | 1.150           | 1,78%      |
| Welinton Poggere Goes da Fonseca | Partido da República (PR)                      | Mudar Para Crescer        | 1.138           | 1,76%      |
| Marcelo José de Lemos            | Partido Social Democrático (PSD)               | Unidos por Ji-Paraná      | 938             | 1,45%      |
| Gilson Galdino dos Santos        | Partido da Social Democracia Brasileira (PSDB) | Unidos por Ji-Paraná      | 901             | 1,40%      |
| Clododoaldo Vieira de Jesus      | Partido da República (PR)                      | Mudar Para Crescer        | 831             | 1,29%      |
| Lourenil Gomes da Silva          | Partido Trabalhista Brasileiro (PTB)           | União e Trabalho          | 789             | 1,22%      |
| Izaias Alves Ferreira            | Partido Socialista Brasileiro (PSB)            | União e Trabalho          | 746             | 1,16%      |